# Поварета
Поварета је приповетка српског писца Симе Матавуља. Припада епохи реализма, а у његовом опусу припада далматинском кругу приповедака заједно са његовом најпознатијом приповетком Пилипенда.
На чакавском поварета значи сиротица.

## Радња
Јунак приповетке је Јурај Лукешић, далматински острвљанин, који након повратка кући сазнаје да је његова вереница, Марица, преминула. У њему се одвија унутрашња борба и радост због повратка кући нестаје. Тек када му мајка преприча свој сан, у ком му Марица поручује да се ожени њеном сестром, он се смирује и чини како је она рекла, прихватајући окрутност живота и његово настављање.